# Ècdic
|  | Per a altres significats, vegeu «Ècdic (magistrat)». |

Ècdic (en llatí Ecdicus, en grec antic Ἔκδικος "Ekdikos") fou un navarc espartà que va ser enviat amb vuit vaixells el 391 aC per enderrocar al partit democràtic que tenia el poder a  Rodes. En arribar a Cnidos es va trobar que les forces democràtiques duplicaven a les seves i va haver de romandre inactiu. Llavors Esparta, que va saber que no estava en condicions d'actuar, va enviar una nova expedició amb més forces dirigida per Telèuties, que va agafar el comandament. En parlen Xenofont i Diodor de Sicília.